# Podagrion jayensis
Podagrion jayensis is een vliesvleugelig insect uit de familie Torymidae. De wetenschappelijke naam is voor het eerst geldig gepubliceerd in 2004 door Narendran & Sudheer.